# Esterhazya splendida
Esterhazya splendida är en snyltrotsväxtart som beskrevs av Mikan.. Esterhazya splendida ingår i släktet Esterhazya och familjen snyltrotsväxter. Inga underarter finns listade i Catalogue of Life.